# Dwarf Fortress
Slaves to Armok: God of Blood, Chapter II: Dwarf Fortress також відома як Slaves to Armok II: Dwarf Fortress та просто Dwarf Fortress (укр. Фортеця дворфів або укр. Фортеця гномів) - це є безкоштовна відеогра від Bay 12 Games для операційних систем Microsoft Windows, Linux і Mac OS X, що поєднує жанри roguelike та симулятор містобудування у фентезійному світі. Насамперед відома завдяки складному та детально розробленому всесвіту гри.

## Ігровий процес
У Фортеці дворфів гравець, керуючи групою дворфів, повинен збудувати й підтримувати існування дворфського міста; в процесі гри гравець зіштовхується з небезпеками середовища, облогами ворожих нападників, з вампірами та іншими нічними створіннями, фантастичними мега-тварюками тощо — водночас забезпечуючи добробут і добрий гумор дворфів та функціонування інфраструктури фортеці.
В іншому режимі гри — в режимі пригоди — гравець, керуючи одним дворфом, мандрує ігровим світом та воює проти різноманітних створінь.
Фортеця дворфів базується на складній і доволі реалістичній симуляції ігрового світу, котра прихована відносно примітивною ASCII-графікою на основі алфавітно-цифрових символів. Під час створення нового ігрового світу послідовність історичних подій та історичні постаті утворюють легендарний фольклор світу, елементи котрого гравець зустрічатиме під час гри в режимах пригоди чи фортеці.

## Розробка
Гру створено програмістом Тарном Адамсом за участю його брата Зака Адамса. Робота розпочалася у 2002 році, першу альфа-версію гри було випущено в серпні 2006 року, і розробка продовжується досі. Тарн Адамс говорить про Фортецю дворфів як головне творіння свого життя, не очікуючи завершення роботи раніше ніж за 20 років. Підтримувати роботу дозволяють добровільні пожертви, а спонсори отримують від розробників короткі історії чи малюнки олівцями на знак вдячності.

## Відгуки
Гра отримала схвальні відгуки за різноманітне наповнення та надзвичайну глибину ігрового процесу, має невелику, але лояльну спільноту прихильників. З іншого боку, оглядачі одностайно відзначають високу складність гри, через котру навіть знайомство з основами гри потребує значного часу, не кажучи вже про повне опанування. Чимало початківців втрачають свої фортеці дуже скоро через прикрі «випадковості», окрім того гра не передбачає жодної умови перемоги, тож падіння фортеці — це лише питання часу. Це призвело до популяризації фрази, котра стала своєрідним прапором спільноти та лозунгом самої гри: «Програвати — весело» (англ. Losing is fun).